# 吉川兆二
吉川 兆二（よしかわ ちょうじ、1958年 - ）は日本のマルチクリエイター、プロデューサーである。スタジオ旬の代表。

## 来歴・人物
かつては広井王子が設立したレッドカンパニーに所属していた。一般的にはテレビアニメ及び劇場版『ポケットモンスター』のプロデューサー（テレビアニメ版ではアソシエイトプロデューサー、『XY』以降はアニメーションコーディネーターとしてクレジット）で知られているが、『高気圧ボーイ』などのゲーム制作に携わったり、楽曲の作詞を手がけるなど多彩に活躍している。
また、ラジオ番組『犬山犬子のポケモンアワー』では「プロフェッサー吉川」という名で毎回出演し、リスナーからのポケモンについての質問に答える「プロフェッサー吉川に聞け」という持ちコーナーがあった。ちなみに特技はどこでも眠れることらしい。

## 携わった主な作品

### テレビアニメ
- 魔動王グランゾート （1989年-1990年、設定協力）
- 魔神英雄伝ワタル2 （1990年-1991年、設定協力）
- 空想科学世界ガリバーボーイ （1995年、資料協力）
- 爆走兄弟レッツ&ゴー!!シリーズ （1996年-1998年、ミニ四駆アドバイザー）
  - 爆走兄弟レッツ&ゴー!!
  - 爆走兄弟レッツ&ゴー!!WGP
  - 爆走兄弟レッツ&ゴー!!MAX
- ポケットモンスターシリーズ（1997年 - 2023年）
  - ポケットモンスター （1997年-2002年、アソシエイトプロデューサー）
  - ポケットモンスター ミュウツー! 我ハココニ在リ （2000年、アソシエイトプロデューサー）
  - ポケットモンスタークリスタル ライコウ雷の伝説 （2001年、アソシエイトプロデューサー）
  - ポケットモンスター アドバンスジェネレーション （2002年-2006年、アソシエイトプロデューサー）
  - ポケットモンスター ダイヤモンド&パール （2006年-2010年、アソシエイトプロデューサー）
  - ポケットモンスター ベストウイッシュ （2010年-2012年、アソシエイトプロデューサー）
  - ポケットモンスター ベストウイッシュ シーズン2 （2012年-2013年、アソシエイトプロデューサー）
  - ポケットモンスター XY （2013年-2015年、アニメーションコーディネーター）
  - ポケットモンスター XY&Z（2015年-2016年、アニメーションコーディネーター）
  - ポケットモンスター サン&ムーン（2016年-2019年、アニメーションコーディネーター・ポケもんだい構成）
  - ポケットモンスター (2019)（2019年 - 2022年、アニメーションコーディネーター）
  - ポケットモンスター めざせポケモンマスター（2023年、アニメーションコーディネーター）
- ビックリマン2000 （1999年-2001年、スーパーバイザー）
- 冒険遊記プラスターワールド （2003年-2004年、スーパーバイザー）
- ライブオン CARDLIVER 翔 （2008年、原作）
- ビーストサーガ （2013年、ストーリーテーラー）
- 暗闇三太（2015年、企画原案・キャラクターデザイン）
- 闇芝居（2023~2025年、脚本・絵コンテ）[2]

### テレビ番組
- ポケモン☆サンデー （2004年、アソシエイトプロデューサー）

### 劇場映画
- 劇場版ポケットモンスターシリーズ （役職の表記がないものは全て、プロデューサー）
  - 劇場版ポケットモンスター ミュウツーの逆襲 （1998年） 
    - ピカチュウのなつやすみ （1998年）

  - 劇場版ポケットモンスター 幻のポケモン ルギア爆誕 （1999年）
    - ピカチュウたんけんたい （1999年）

  - 劇場版ポケットモンスター 結晶塔の帝王 ENTEI （2000年）
    - ピチューとピカチュウ （2000年）

  - 劇場版ポケットモンスター セレビィ 時を超えた遭遇 （2001年）
    - ピカチュウのドキドキかくれんぼ （2001年）

  - 劇場版ポケットモンスター 水の都の護神 ラティアスとラティオス （2002年）
    - ピカピカ星空キャンプ （2002年）

  - 劇場版ポケットモンスター アドバンスジェネレーション 七夜の願い星 ジラーチ （2003年）
    - おどるポケモンひみつ基地 （2003年）

  - 劇場版ポケットモンスター アドバンスジェネレーション 裂空の訪問者 デオキシス （2004年）
  - 劇場版ポケットモンスター アドバンスジェネレーション ミュウと波導の勇者 ルカリオ （2005年）
  - 劇場版ポケットモンスター アドバンスジェネレーション ポケモンレンジャーと蒼海の王子 マナフィ （2006年）
  - 劇場版ポケットモンスター ダイヤモンド&パール ディアルガVSパルキアVSダークライ （2007年）
  - 劇場版ポケットモンスター ダイヤモンド&パール ギラティナと氷空の花束 シェイミ （2008年）
  - 劇場版ポケットモンスター ダイヤモンド&パール アルセウス 超克の時空へ （2009年）
  - 劇場版ポケットモンスター ダイヤモンド&パール 幻影の覇者 ゾロアーク （2010年）
  - 劇場版ポケットモンスター ベストウイッシュ ビクティニと黒き英雄 ゼクロム・白き英雄 レシラム （2011年）
  - 劇場版ポケットモンスター ベストウイッシュ キュレムVS聖剣士 ケルディオ （2012年）
    - メロエッタのキラキラリサイタル （2012年）

  - 劇場版ポケットモンスター ベストウイッシュ 神速のゲノセクト ミュウツー覚醒 （2013年） （アニメーションコーディネーター）
    - ピカチュウとイーブイ☆フレンズ （2013年） （アニメーションコーディネーター）

  - ポケモン・ザ・ムービーXY 破壊の繭とディアンシー （2014年） （アニメーションコーディネーター）
    - ピカチュウ、これなんのカギ?（2014年） （アニメーションコーディネーター）

  - ポケモン・ザ・ムービーXY 光輪の超魔神 フーパ （2015年） （アニメーションコーディネーター）
    - ピカチュウとポケモンおんがくたい（2015年） （アニメーションコーディネーター）

  - ポケモン・ザ・ムービーXY&Z ボルケニオンと機巧のマギアナ （2016年） （アニメーションコーディネーター）
  - 劇場版ポケットモンスター キミにきめた! （2017年） （アニメーションコーディネーター）
  - 劇場版ポケットモンスター みんなの物語 （2018年） （アニメーションコーディネーター）
  - ミュウツーの逆襲 EVOLUTION（2019年） （アニメーションコーディネーター）
  - 劇場版ポケットモンスター ココ （2020年） （アニメーションコーディネーター）

### 漫画
- ライブオン CARDLIVER 翔 （原作、月刊コミックブンブン連載）※漫画はあいやーぼーるが担当

### 絵本
- ポケモンえほん 23 - どわすれピジョン （1997年、文、絵：あおきとしなお ISBN 4097287230）※よしかわちょうじ名義

### ゲーム
- ミニ四駆シャイニングスコーピオン レッツ&ゴー!! （1996年、スーパーバイザー）
- 高気圧ボーイ （1998年、ゲーム企画）
- カエルBバック （2002年、ゲームデザイン）

### 楽曲（作詞）
- みんながいたから （1998年、『劇場版ポケットモンスター 幻のポケモン ルギア爆誕』イメージソング）
- さぁ行こう! （1999年-2001年、『ビックリマン2000』オープニングテーマ）
- バカラのマーチ （1999年-2001年、『ビックリマン2000』エンディングテーマ）
- 私、負けない!〜ハルカのテーマ〜 （2006年、『ポケットモンスター アドバンスジェネレーション』7代目エンディングテーマ）
- このゆびとまれ （2008年、『劇場版ポケットモンスター ダイヤモンド&パール』2008年度ぬりえコンテストテーマソング）
- ライブチェンジしよう! （2008年、『ライブオン CARDLIVER 翔』エンディングテーマ）
- ドッチ〜ニョ? （2009年、『ポケットモンスター ダイヤモンド&パール』8代目エンディングテーマ）

### その他
- 犬山犬子のポケモンアワー